# Cartrivision
Cartrivision — аналоговый формат видеокассет, появившийся в 1972 году, и первый формат, на котором начали выходить в прокат художественные фильмы. Производство прекратилось в 1973 году.
Cartrivision выпускались компанией Фрэнка Стэнтона Cartridge Television, Inc. (CTI), дочерней компанией Avco, которая в то время также владела Embassy Pictures. Проигрыватели Cartrivision предлагались в виде телевизора со встроенным записывающим устройством для этого формата. Записывающие устройства и телевизоры Cartrivision производились компанией Avco, с которой CTI сотрудничала в производстве и разработке формата, а также Admiral, Packard Bell, Emerson, Montgomery Ward и Sears, причем две последние компании продавали телевизоры Cartrivision в своих магазинах под собственными торговыми марками. Хотя телевизор Montgomery Ward использовал корпус от Admiral, компания Admiral продавала свои собственные комплекты Cartrivision с другим корпусом.
Первый телевизор, оснащённый Cartrivision, продавался по цене 1350 долларов США (эквивалент 8241 доллара в 2021 году) и был первым видеокассетным магнитофоном, для которого в прокате были доступны предварительно записанные кассеты с популярными фильмами.

## История
Компания Avco Corp. представила Cartrivision на выставке Consumer Electronics Show в Нью-Йорке в июне 1970 года. Формат вышел в продажу в июне 1972 года, в основном через универмаги Sears, Macy’s и Montgomery Ward в США. Производство прекратилось через тринадцать месяцев в июле 1973 года после неудовлетворительных продаж. Позже было обнаружено, что кассеты Cartrivision, хранившиеся на складе, распались из-за влажности.
После прекращения деятельности компании Cartridge Television в 1973 году многие телевизоры, оснащенные Cartrivision, отдельные механизмы записи, кассеты и другие детали и аксессуары были распроданы в пунктах продажи излишков, в основном в Калифорнии, и многие любители электроники приобрели довольно много систем Cartrivision. Некоторые делали собственные домашние модификации аппаратуры, например, автономный проигрыватель Cartrivision в собственном корпусе с радиочастотным модулятором для подключения к любому телевизору, подобно более поздним видеомагнитофонам.

## Аренда фильмов
Кассеты с популярными фильмами, такими как «Мост через реку Квай», «Угадай, кто придет к обеду?», «Доктор Стрейнджлав», «Ровно в полдень», «Это случилось однажды ночью», «Развод по-итальянски», «Тихий человек», «Красотки из Сент-Триниан», «Два всадника» и «Братец крыса», заказывались через каталог из 200 фильмов в розничной сети, доставлялись по почте посылкой, а затем возвращались продавцу после просмотра. Эти прокатные кассеты были красного цвета, примерно 7 дюймов в высоту на 6,5 дюймов в ширину на 1,5 дюйма в глубину и не могли быть перемотаны домашним магнитофоном Cartrivision. Их перематывали на специальном станке после возврата в магазин. Первый фильм для взрослых на домашнем видео, A History of the Blue Movie, впервые вышел в прокат на кассетах Cartrivision.
Можно было приобрести и другие кассеты, посвященные спорту, путешествиям, искусству и обучению. Эти кассеты были чёрными, и их можно было перематывать на магнитофоне Cartrivision. Для съемки домашнего видео можно было приобрести монохромную камеру, изготовленную для Cartrivision компанией Eumig. В разработке также была цветная камера, но она так и не была реализована до закрытия компании CTI.